# أسفل سقم

تعديل مصدري - تعديل

اسفل سقم هي إحدى قرى عزلة سباح بمديرية سباح التابعة لمحافظة أبين، بلغ تعداد سكانها 111 نسمة حسب تعداد اليمن لعام 2004.